# Bent Skriver
Bent Skriver (7. juni 1922 på Bækskovgård, Ørsted Sogn – januar 2014 i Hejls) var en dansk borgmester.

## Erhvervsmæssig karriere
Skriver stammede fra Djursland og gik først i skole i Ørsted og derpå i Allingåbro. Vinteren 1941-42 var han elev på Ollerup Gymnastikhøjskole. Han aftjente fra 1942 sin værnepligt ved Den Kongelige Livgarde og var tjenstgørende ved Amalienborg ved angrebet på den danske hær 29. august 1943, som dog for Amalienborgs vedkommende fik en fredelig udgang.
Efter Hærens opløsning blev blev han fra 1944 og krigen ud uddannet på Ladelund Landbrugsskole. I 1945 blev han forpagter af Hejlsgård, hvor han mødte Selma Irene Jessen (datter af Søren Thomas Jessen og Sofie Kylling), som han blev gift med 29. maj 1948. 1946 opgav han forpagtningen, slog sig ned i Hejls og blev i 1948 den første formand for Hejls Idrætsforening, hvor hustruen Selma også kom i bestyrelsen. Skriver forlod dog hurtigt foreningsarbejdet til fordel for sit arbejde i Hejls Bygnings- og Trælasthandel, hvor han var ansat fra 1947, og som han 1955 overtog efter svigerfaderen. Han fortsatte som aktiv håndbold- og tennisspiller.

## Politisk karriere
I 1966 blev han valgt til Hejls Sogneråd og overgik efter kommunalreformen i 1970 til Christiansfeld Kommune, hvor han blev formand for Ejendoms- og byplanudvalget. Fra 1974 til 1990 var han borgmester i Christiansfeld Kommune, valgt for Borgerlig Fællesliste.